# Arkys cicatricosus
Espèce
Synonymes
- Archemorus cicatricosus Rainbow, 1920

Arkys cicatricosus est une espèce d'araignées aranéomorphes de la famille des Arkyidae.

## Distribution
Cette espèce est endémique de l'île Lord Howe à l'Est de l'Australie.

## Description
La carapace de la femelle holotype mesure 1,5 mm de long sur 1,3 mm et l'abdomen 2,6 mm de long sur 2,5 mm.

## Publication originale
- Rainbow, 1920 : Arachnida from Lord Howe and Norfolk Islands. Records of the South Australian Museum, vol. 1, p. 229-272 (texte intégral).